# European Bioinformatics Institute
Het European Bioinformatics Institute (EBI) is een onderdeel van de European Molecular Biology Laboratory (EMBL)-groep. Het EBI wordt beschouwd als het Europese centrale punt voor onderzoek en ondersteuning op het gebied bio-informatica.
Het EBI ligt in Hinxton, een klein dorpje net buiten Cambridge (Verenigd Koninkrijk). Het instituut beschikt over een grote hoeveelheid expertise en gebruikersgroepen die worden losgelaten op biologische data en hun toepassingen, met als doel de wetenschappelijke wereld te helpen met het analyseren en interpreteren van biologische data.